# Stenopsychidae
Stenopsychidae (лат.) — семейство ручейников подотряда Annulipalpia.

## Распространение
Афротропика, Палеарктика, Юго-восточная Азия, Австралия. 3 рода и около 70 видов В России 1 род.

## Описание
Крупные ручейники сероватого цвета, обладающие пёстрыми крыльями с размахом 30—60 мм. Нижнечелюстные щупики состоят из 5 члеников. Личинки живут в микропещерках на дне предгорных водоёмов с быстрым водотоком.

## Систематика
3 рода и около 70 видов.
- Подсемейство Stenopsychinae Martynov, 1924
  - Род Stenopsyche McLachlan, 1866
  - Род Pseudostenopsyche Doehler, 1915
- Подсемейство Stenopsychodinae Lestage 1925
  - Род Stenopsychodes Ulmer, 1916